# دسوتر تولز
دسوتر تولز (انگلیسی: Desoutter Tools) شرکت ماشین‌آلات فرانسوی است، که در سال ۱۹۱۴ تأسیس شد.